# Джордж Ортон
Джордж Вашингтон Ортон (англ. George Washington Orton; нар. 10 січня 1873 — пом. 25 червня 1958) — канадський легкоатлет, який спеціалізувався в бігу на довгі дистанції, стипль-чезі та бар'єрному бігу.

## Із життєпису
Олімпійський чемпіон-1900 з бігу на 2500 метрів з перешкодами. На іншій дистанції бігу з перешкодами на цих Іграх — 4000 метрів — був лише п'ятим, багато в чому через підхоплену під час Олімпіади вірусну інфекцію. Крім цього, на Олімпіаді-1900 здобув «бронзу» в бігу на 400 метрів з бар'єрами.
Випускник Пенсильванського університету.
По завершенні спортивної кар'єри працював тренером команди легкоатлетів Пенсильванського університету.
Введений до Зали спортивної слави Канади.

## Основні міжнародні виступи
| Рік  | Змагання         | Місто      | Місце | Дисципліна |
| ---- | ---------------- | ---------- | ----- | ---------- |
| 1900 | Олімпійські ігри | Париж      | 3     | 400 м з/б  |
| 1900 | 1                | 2500 м з/п |       |            |
| 1900 | 5                | 4000 м з/п |       |            |